# Cortes de Coimbra de 1472-1473
Começaram em Coimbra em 1472 e acabaram em Évora em 1473 e estiveram presentes sobretudo duques, senhores, condes e pessoas grandes do reino. Nestas cortes fez-se mercê a D. João Galvão, bispo de Coimbra, do título de Conde de Arganil. O reino atravessava então uma grave crise cerealífera sobretudo no Algarve, o que levou os procuradores a reclamarem contra a exportação de cereais. Revelam estas cortes a grande fraqueza do Poder Central, face à casa senhorial de Bragança e também dos vários ramos da nobreza que se vêem cumulados de doações e títulos. Nota-se também o bem elaborado protesto dos representantes, o que torna estas o prólogo das cortes de Évora de 1481 no reinado de D. João II.
As cortes são utilizadas como organismo desencadeador de grandes reformas do país, em áreas como a Justiça, a Fazenda e a Defesa. A iniciativa parte do rei, mas são os deputados do povo que pensam e redigem os textos reformativos.